# Pteranodontidae
Pteranodontidae são uma família de grandes pterossauros do período Cretáceo da América do Norte e África. A família foi nomeada em 1876 por Othniel Charles Marsh.
Pteranodontidae tinham uma crista distinta e alongada na parte de trás da cabeça. Os membros desta família são conhecidos principalmente desde o estágios Coniaciano até o Campaniano do Cretáceo na América do Norte e no Japão. No entanto, potenciais restos de membros da família em estratos do estágio Maastrichtiano foram identificados em vários outros locais. No início de 2016, Nicholas Longrich, David Martill e Brian Andres apresentaram evidências de várias espécies de nictossaurídeos e pteranodontídeos da última era Maastrichtiana do norte da África, sugerindo que ambas as linhagens passaram por uma radiação evolutiva na região de Tethys pouco antes da extinção K-Pg. Além disso, estudos filogenéticos posteriores implicam que eles representam uma linhagem fantasma datando muito antes do Cretáceo. Volgadraco, anteriormente considerado um membro da família Azhdarchidae, também foi realocado para Pteranodontidae.